# Kerim Mrabti
Abdallah Kerim Mrabti (* 20. Mai 1994 in Nacka) ist ein schwedischer Fußballspieler. Der Mittelfeldspieler debütierte 2016 in der schwedischen Nationalmannschaft. Ein Jahr später nahm er an der U-21-Europameisterschaft 2017 teil.

## Werdegang
Mrbati wuchs als Sohn eines Tunesiers in Enköping auf, wo er beim örtlichen Enköpings SK mit dem Fußballspielen begann. Unter Trainer Sigurður Jónsson rückte der Teenager 2010 in den Kader der in der viertklassigen Division 2 Wettkampfmannschaft auf. Nachdem er sich im Frühjahr noch schwer verletzt hatte, war der 17-jährige Juniorennationalspieler im Herbst neben dem nur ein Jahr älteren Joel Rajalakso einer der entscheidenden Spieler, als die Mannschaft in die Drittklassigkeit aufstieg. Anschließend lief er eine Spielzeit in der Division 1 auf, ehe er sich im Januar 2013 dem Ligakonkurrenten IK Sirius anschloss. Unter Trainer Kim Bergstrand stieg er mit der Mannschaft in die zweitklassige Superettan auf, wo er in der Spielzeit 2014 23 Saisonspiele bestritt. Als Tabellensechster platzierte er sich mit dem Klub im vorderen Tabellenbereich, zudem spielte er sich im Herbst in die schwedischen U-21-Auswahlmannschaft.
Im Februar 2015 unterzeichnete Mrabti einen Vertrag beim Erstligisten Djurgårdens IF. Auf Anhieb war er unter Trainer Per Olsson Stammspieler im Mittelfeld des Stockholmer Klubs, für den er 28 Saisonspiele bestritt. Seine ersten beiden Tore in der Allsvenskan erzielte er im Saisonverlauf beim 2:2-Unentschieden im Tvillingderbyt gegen den Lokalrivalen AIK. In der Folge nominierte ihn Nationaltrainer Erik Hamrén für die A-Nationalmannschaft, für die er im Januar 2016 gegen Estland in der Startelf steht. Sein Länderspieldebüt ist jedoch bereits in der ersten Hälfte beendet, als er sich einen Kreuzbandriss zuzog. Anfang 2017 kehrte er wieder auf den Fußballplatz zurück. Als Stammspieler empfahl er sich erneut für die schwedische U-21-Auswahlmannschaft, mit der er im Sommer des Jahres an der U-21-EM-Endrunde teilnahm. Zunächst in den ersten beiden Gruppenspielen gegen England und Polen Einwechselspieler, stand er beim abschließenden Gruppenspiel gegen Slowakei in der Startelf. Mit insgesamt zwei Punkten verpasste er mit dem Titelverteidiger den Halbfinaleinzug.
Mitte August 2020 wechselte er zum belgischen Erstdivisionär KV Mechelen und unterschrieb dort einen Vertrag mit einer Laufzeit von drei Jahren mit der Option der Verlängerung um ein weiteres Jahr. Bis auf die ersten drei Spiele nach seinem Wechsel spielte er in der Saison 2020/21 bei allen möglichen Spielen für Mechelen: 35 von 38 möglichen Ligaspielen mit sieben Torerfolgen und drei Pokalspielen und einem Tor. In der Saison 2021/22 bestritt er 36 von 40 möglichen Ligaspielen, in denen er zehn Tore schoss, sowie drei Pokalspiele.
Wenngleich Mrabti sein letztes Länderspiel für die schwedische Fußballnationalmannschaft im Januar 2018 bestritt, nahm er im Sommer 2022 am dortigen Training teil. Dabei verletzte er sich so schwer am Knie, dass ein Ausfall von zunächst fünf Monaten erwartet wurde. Tatsächlich wurde er infolge der Verletzung nach der Unterbrechung der Saison aufgrund der Weltmeisterschaft wiedereingesetzt und bestritt in der Saison 2022/23 insgesamt 12 von 34 möglichen Ligaspielen für Mechelen, in denen er ein Tor schoss, sowie vier Pokalspielen mit zwei Toren. In der nächsten Saison wurde er bei allen möglichen 40 Ligaspielen eingesetzt, wobei er acht Tore schoss. Dazu kamen ein Pokalspiel mit einem Tor und das verlorene Spiel um den belgischen Supercup.
In der Saison 2024/25 waren es 35 von 40 möglichen Ligaspielen mit zwei geschossenen Toren und ein Pokalspiel.